# Garza megye
Garza megye az Amerikai Egyesült Államokban, azon belül Texas államban található. Megyeszékhelye és legnagyobb városa Post. Lakosainak száma 5816 fő (2020. április 1.). Garza megye Borden, Lynn, Crosby, Kent, Scurry, Lubbock és Dickens megyékkel határos.

## Népesség
A megye népességének változása:
| Lakosok száma | 6456 | 6531 | 6388 | 6317 | 6415 | 5816 |
|               | 2010 | 2011 | 2012 | 2013 | 2015 | 2020 |